# Tournoi de clôture du championnat du Guatemala de football 2000
Navigation
Saison précédente Saison suivante
Le Tournoi Apertura 2000 est le deuxième tournoi saisonnier disputé au Guatemala.
C'est la 49e fois que le titre de champion du Guatemala est remis en jeu.
Lors de ce tournoi, le CSD Comunicaciones a tenté de conserver son titre de champion du Guatemala face aux onze meilleurs clubs guatémaltèques.
Chacun des douze clubs participant était confronté deux fois aux onze autres équipes. Puis les huit meilleurs se sont affrontés lors d'une phase finale à la fin du tournoi.
Seulement une place était qualificative pour la Copa Interclubes UNCAF.

## Les 12 clubs participants
| \| Guatemala: Aurora FC CSD Comunicaciones CSD Municipal Universidad SC Antigua GFC Deportivo Carchá Cobán Imperial Juventud Escuintleca CSD Sacachispas Santa Lucía Dep. Suchitepéquez Guatemala Deportivo Zacapa \| Localisation des clubs. |
| Guatemala: Aurora FC CSD Comunicaciones CSD Municipal Universidad SC Antigua GFC Deportivo Carchá Cobán Imperial Juventud Escuintleca CSD Sacachispas Santa Lucía Dep. Suchitepéquez Guatemala Deportivo Zacapa                               |

Ce tableau présente les douze équipes qualifiées pour disputer le championnat 1999-2000. On y trouve le nom des clubs, le nom des stades dans lesquels ils évoluent ainsi que la capacité et la localisation de ces derniers.
| Club                    | Stade                        | Capacité          | Ville                     |
| Antigua GFC             | Stade Pensativo              | 10 000            | Antigua Guatemala         |
| Aurora FC               | Stade de l'Ejército          | 13 300            | Guatemala City            |
| Deportivo Carchá (en)   | Stade Juan Ramon Ponce Guay  | 8 114             | San Pedro Carchá          |
| Cobán Imperial          | Stade Verapaz                | 15 000            | Cobán                     |
| CSD Comunicaciones      | Stade Mateo Flores           | 30 000            | Guatemala City            |
| Juventud Escuintleca    | Stade Ricardo Muñoz Gálvez   | 3 000             | Escuintla                 |
| CSD Municipal           | Stade Mateo Flores           | 30 000            | Guatemala City            |
| CSD Sacachispas (en)    | Stade Las Victorias          | 9 000             | Chiquimula                |
| Santa Lucía             | Stade inconnu                | Capacité inconnue | Santa Lucía Cotzumalguapa |
| Deportivo Suchitepéquez | Stade Carlos Salazar Hijo    | 12 000            | Mazatenango               |
| Universidad SC          | Stade de la Revolución       | 5 000             | Guatemala City            |
| Deportivo Zacapa        | Stade David Ordoñez Bardales | 10 000            | Zacapa                    |

## Compétition
Le tournoi Clausura se déroule de la même façon que le tournoi saisonnier précédent, en deux phases :
- La phase de qualification : les vingt-deux journées de championnat.
- La phase finale : les matchs aller-retour allant des quarts de finale à la finale.

### Phase de qualification
Lors de la phase de qualification les douze équipes affrontent à deux reprises les onze autres équipes selon un calendrier tiré aléatoirement.
Les huit meilleures équipes sont qualifiées pour les quarts de finale.
Le classement est établi sur le barème de points classique (victoire à 3 points, match nul à 1, défaite à 0).
Le départage final se fait selon les critères suivants :
- Le nombre de points.
- Le nombre de points particulier.
- La différence de buts particulière.
- La différence de buts générale.
- Le nombre de buts marqué.

#### Classement
| Rang | Équipe                  | Pts | J  | G  | N  | P  | Bp | Bc | Diff |
| ---- | ----------------------- | --- | -- | -- | -- | -- | -- | -- | ---- |
| 1    | CSD Comunicaciones T    | 49  | 22 | 15 | 4  | 3  | 49 | 21 | +28  |
| 2    | CSD Municipal           | 46  | 22 | 13 | 7  | 2  | 47 | 28 | +19  |
| 3    | Deportivo Carchá (en)   | 35  | 22 | 10 | 5  | 7  | 32 | 24 | +8   |
| 4    | Cobán Imperial          | 34  | 22 | 9  | 7  | 6  | 42 | 37 | +5   |
| 5    | Aurora FC               | 34  | 22 | 10 | 4  | 8  | 31 | 29 | +2   |
| 6    | Santa Lucía             | 27  | 22 | 7  | 6  | 9  | 24 | 32 | -8   |
| 7    | Antigua GFC P           | 27  | 22 | 7  | 6  | 9  | 30 | 27 | +3   |
| 8    | Universidad SC          | 27  | 22 | 7  | 6  | 9  | 34 | 38 | -4   |
| 9    | Deportivo Zacapa        | 26  | 22 | 5  | 11 | 6  | 27 | 30 | -3   |
| 10   | CSD Sacachispas (en)    | 23  | 22 | 6  | 5  | 11 | 24 | 32 | -8   |
| 11   | Deportivo Suchitepéquez | 17  | 22 | 4  | 5  | 13 | 23 | 42 | -19  |
| 12   | Juventud Escuintleca    | 17  | 22 | 5  | 2  | 15 | 19 | 42 | -23  |

| Légende : Qualifications et relégations | Légende : Qualifications et relégations          |
| --------------------------------------- | ------------------------------------------------ |
|                                         | Qualifié pour les quarts de finale               |
|                                         | T Tenant du titre P Promu de la saison 1998-1999 |

#### Matchs
| Résultats (▼dom., ►ext.)                                   | Ant | Aur | Car | Cob | Com | Esc | Mun | Sac | San | Suc | Uni | Zac |
| Antigua GFC                                                |     | 2-1 | 2-2 | 2-0 | 0-1 | 4-0 | 2-3 | 3-1 | 0-0 | 2-2 | 5-2 | 0-0 |
| Aurora FC                                                  | 2-1 |     | 1-1 | 1-2 | 2-2 | 1-0 | 3-2 | 3-0 | 1-1 | 2-0 | 2-1 | 1-0 |
| Deportivo Carchá (en)                                      | 0-1 | 1-0 |     | 4-0 | 0-2 | 2-0 | 1-2 | 1-0 | 3-2 | 2-0 | 3-1 | 0-0 |
| Cobán Imperial                                             | 2-1 | 3-1 | 1-2 |     | 1-1 | 3-0 | 2-3 | 4-0 | 3-0 | 1-0 | 2-2 | 3-3 |
| CSD Comunicaciones                                         | 2-0 | 3-2 | 3-2 | 5-1 |     | 0-2 | 1-0 | 4-2 | 3-2 | 9-1 | 2-0 | 1-1 |
| Juventud Escuintleca                                       | 0-1 | 0-0 | 1-2 | 1-3 | 0-1 |     | 2-2 | 2-1 | 0-2 | 1-0 | 0-2 | 2-0 |
| CSD Municipal                                              | 3-2 | 4-1 | 2-1 | 5-3 | 2-1 | 5-1 |     | 1-0 | 1-1 | 2-0 | 1-1 | 3-1 |
| CSD Sacachispas (en)                                       | 2-1 | 0-1 | 2-1 | 1-1 | 0-0 | 0-3 | 0-0 |     | 2-0 | 4-0 | 1-2 | 3-2 |
| Santa Lucía                                                | 1-0 | 1-4 | 0-1 | 1-1 | 1-0 | 3-2 | 0-0 | 0-3 |     | 1-0 | 4-2 | 1-0 |
| Deportivo Suchitepéquez                                    | 1-1 | 0-2 | 1-0 | 1-3 | 0-1 | 3-1 | 2-2 | 0-0 | 3-1 |     | 5-0 | 0-2 |
| Universidad SC                                             | 2-0 | 4-0 | 2-2 | 1-1 | 1-3 | 5-1 | 1-2 | 1-0 | 1-1 | 2-1 |     | 1-1 |
| Deportivo Zacapa                                           | 0-0 | 1-0 | 1-1 | 2-2 | 1-4 | 2-0 | 2-2 | 2-2 | 2-1 | 3-3 | 1-0 |     |
| - Victoire à domicile - Match nul - Victoire à l'extérieur |     |     |     |     |     |     |     |     |     |     |     |     |

### Classement cumulatif
| Rang | Équipe                  | Pts | J  | G  | N  | P  | Bp  | Bc | Diff |
| ---- | ----------------------- | --- | -- | -- | -- | -- | --- | -- | ---- |
| 1    | CSD Municipal C         | 94  | 44 | 27 | 13 | 4  | 107 | 44 | +63  |
| 2    | CSD Comunicaciones C    | 93  | 44 | 29 | 6  | 9  | 92  | 41 | +51  |
| 3    | Aurora FC               | 73  | 44 | 21 | 10 | 13 | 70  | 54 | +16  |
| 4    | Antigua GFC P           | 63  | 44 | 16 | 15 | 13 | 59  | 53 | +6   |
| 5    | Cobán Imperial          | 63  | 44 | 16 | 15 | 13 | 69  | 64 | +5   |
| 6    | Deportivo Carchá (en)   | 61  | 44 | 16 | 13 | 15 | 61  | 50 | +11  |
| 7    | Universidad SC          | 60  | 44 | 16 | 12 | 16 | 71  | 70 | +1   |
| 8    | Santa Lucía             | 53  | 44 | 14 | 11 | 19 | 47  | 65 | -18  |
| 9    | CSD Sacachispas (en)    | 50  | 44 | 13 | 11 | 20 | 45  | 67 | -22  |
| 10   | Deportivo Zacapa        | 42  | 44 | 8  | 18 | 18 | 45  | 72 | -27  |
| 11   | Juventud Escuintleca    | 39  | 44 | 11 | 6  | 27 | 41  | 84 | -43  |
| 12   | Deportivo Suchitepéquez | 31  | 44 | 7  | 10 | 27 | 42  | 85 | -43  |

| Légende : Qualifications et relégations | Légende : Qualifications et relégations                                        |
| --------------------------------------- | ------------------------------------------------------------------------------ |
|                                         | Copa Interclubes UNCAF 2000 (en) (Phase de groupes)                            |
|                                         | Qualifié pour les barrages de promotion/relégation                             |
|                                         | Relégué en Primera División de Guatemala                                       |
|                                         | C Vainqueur d'un des deux tournois de la saison P Promu de la saison 1998-1999 |

### Barrages de promotion/relégation
Les neuvième, dixième et onzième du championnat affrontent respectivement les quatrième, troisième et deuxième de la Primera División de Guatemala. En cas d'égalité sur la somme des deux matchs, une prolongation et une séance de tirs au but ont éventuellement lieu.
| Club                 | Aller           | Retour          | Club                     | Commentaire |
| CSD Sacachispas (en) | Scores inconnus | Scores inconnus | Deportivo Suchitepéquez  |             |
| Deportivo Zacapa     | Scores inconnus | Scores inconnus | Deportivo Teculután (en) |             |
| Juventud Escuintleca | Scores inconnus | Scores inconnus | Deportivo Petapa (en)    |             |

### La phase finale
Les huit équipes qualifiées sont réparties dans le tableau final d'après leur classement général.
En cas d'égalité sur la somme des deux matchs, c'est l'équipe ayant marqué le plus de buts à extérieur qui l'emporte puis une prolongation et une séance de tirs au but ont éventuellement lieu.

#### Tableau
|  |                       |               |                |               |                    |     |   |            |            |            |            |                    |     |   |        |        |        |        |        |  |  |
|  | 1/4 de finale         | 1/4 de finale | 1/4 de finale  | 1/4 de finale | 1/4 de finale      |     |   | 1/2 finale | 1/2 finale | 1/2 finale | 1/2 finale | 1/2 finale         |     |   | Finale | Finale | Finale | Finale | Finale |  |  |
|  |                       |               |                |               |                    |     |   |            |            |            |            |                    |     |   |        |        |        |        |        |  |  |
|  |                       |               |                |               |                    |     |   |            |            |            |            |                    |     |   |        |        |        |        |        |  |  |
|  | CSD Comunicaciones    | (1)           | 1              | 3             |                    |     |   |            |            |            |            |                    |     |   |        |        |        |        |        |  |  |
|  | CSD Comunicaciones    | (1)           | 1              | 3             |                    |     |   |            |            |            |            |                    |     |   |        |        |        |        |        |  |  |
|  | Universidad SC        | (8)           | 0              | 1             |                    |     |   |            |            |            |            |                    |     |   |        |        |        |        |        |  |  |
|  | Universidad SC        | (8)           | 0              | 1             | CSD Comunicaciones | (1) | 1 | 3          |            |            |            |                    |     |   |        |        |        |        |        |  |  |
|  |                       |               |                |               |                    | (1) | 1 | 3          |            |            |            |                    |     |   |        |        |        |        |        |  |  |
|  |                       |               | Santa Lucía    | (6)           | 0                  | 1   |   |            |            |            |            |                    |     |   |        |        |        |        |        |  |  |
|  | Deportivo Carchá (en) | (3)           | Santa Lucía    | (6)           | 0                  | 1   | 0 | 0          |            |            |            |                    |     |   |        |        |        |        |        |  |  |
|  | Deportivo Carchá (en) | (3)           |                |               |                    |     |   |            |            |            |            |                    |     |   |        |        |        |        |        |  |  |
|  | Santa Lucía           | (6)           | 1              | 1             |                    |     |   |            |            |            |            |                    |     |   |        |        |        |        |        |  |  |
|  | Santa Lucía           | (6)           | 1              | 1             |                    |     |   |            |            |            |            | CSD Comunicaciones | (1) | 1 | 0      |        |        |        |        |  |  |
|  |                       |               |                |               |                    |     |   |            |            |            |            | CSD Comunicaciones | (1) | 1 | 0      |        |        |        |        |  |  |
|  |                       | CSD Municipal | (2)            | 0             | 2                  |     |   |            |            |            |            |                    |     |   |        |        |        |        |        |  |  |
|  | CSD Municipal         | CSD Municipal | (2)            | 0             | 2                  | (2) | 2 | 3          |            |            |            |                    |     |   |        |        |        |        |        |  |  |
|  | CSD Municipal         |               |                |               |                    |     | 2 | 3          |            |            |            |                    |     |   |        |        |        |        |        |  |  |
|  | Antigua GFC           | (7)           | 0              | 0             |                    |     |   |            |            |            |            |                    |     |   |        |        |        |        |        |  |  |
|  | Antigua GFC           | (7)           | 0              | 0             | CSD Municipal      | (2) | 1 | 3          |            |            |            |                    |     |   |        |        |        |        |        |  |  |
|  |                       |               |                |               |                    | (2) | 1 | 3          |            |            |            |                    |     |   |        |        |        |        |        |  |  |
|  |                       |               | Cobán Imperial | (4)           | 1                  | 1   |   |            |            |            |            |                    |     |   |        |        |        |        |        |  |  |
|  | Cobán Imperial        | (4)           | Cobán Imperial | (4)           | 1                  | 1   | 3 | 5          |            |            |            |                    |     |   |        |        |        |        |        |  |  |
|  | Cobán Imperial        | (4)           |                |               |                    |     | 3 | 5          |            |            |            |                    |     |   |        |        |        |        |        |  |  |
|  | Aurora FC             | (5)           | 0              | 1             |                    |     |   |            |            |            |            |                    |     |   |        |        |        |        |        |  |  |
|  | Aurora FC             | (5)           | 0              | 1             |                    |     |   |            |            |            |            |                    |     |   |        |        |        |        |        |  |  |

#### Quarts de finale
| Club                  | Aller | Retour | Club           | Commentaire |
| CSD Comunicaciones    | 1-0   | 3-1    | Universidad SC |             |
| Deportivo Carchá (en) | 0-1   | 0-1    | Santa Lucía    |             |
| CSD Municipal         | 2-0   | 3-0    | Antigua GFC    |             |
| Cobán Imperial        | 3-0   | 5-1    | Aurora FC      |             |

#### Demi-finales
| Club               | Aller | Retour | Club           | Commentaire |
| CSD Comunicaciones | 1-0   | 3-1    | Santa Lucía    |             |
| CSD Municipal      | 1-1   | 3-1    | Cobán Imperial |             |

#### Finale
| Match aller | CSD Municipal | 0:1 | CSD Comunicaciones | Stade Mateo Flores |  |
| 31 mai 2000 |               |     | Buteur inconnu     |                    |  |

| Match retour | CSD Comunicaciones | 0:2 | CSD Municipal    | Stade Mateo Flores |  |
| 4 juin 2000  |                    |     | Buteurs inconnus |                    |  |

## Bilan du tournoi
| Tournoi de clôture du championnat de football du Guatemala 2000 |                         |
| Champion                                                        | CSD Municipal           |
| Dauphin                                                         | CSD Comunicaciones      |
| Qualifications continentales                                    |                         |
| Copa Interclubes UNCAF 2000 (en) (Phase de groupes)             | CSD Municipal           |
| Promotions et relégations                                       |                         |
| Promus en Liga Nacional de Guatemala                            | Deportivo Achuapa (en)  |
| Promus en Liga Nacional de Guatemala                            | Deportivo Marquense     |
| Promus en Liga Nacional de Guatemala                            | Xelaju MC               |
| Relégués en Primera División de Guatemala                       | Deportivo Suchitepéquez |
| Relégués en Primera División de Guatemala                       | CSD Sacachispas (en)    |
| Relégués en Primera División de Guatemala                       | Juventud Escuintleca    |